# Daviess County (Kentucky)
Daviess County is een county in de Amerikaanse staat Kentucky.
De county heeft een landoppervlakte van 1.198 km² en telt 91.545 inwoners (volkstelling 2000). De hoofdplaats is Owensboro.

## Bevolkingsontwikkeling

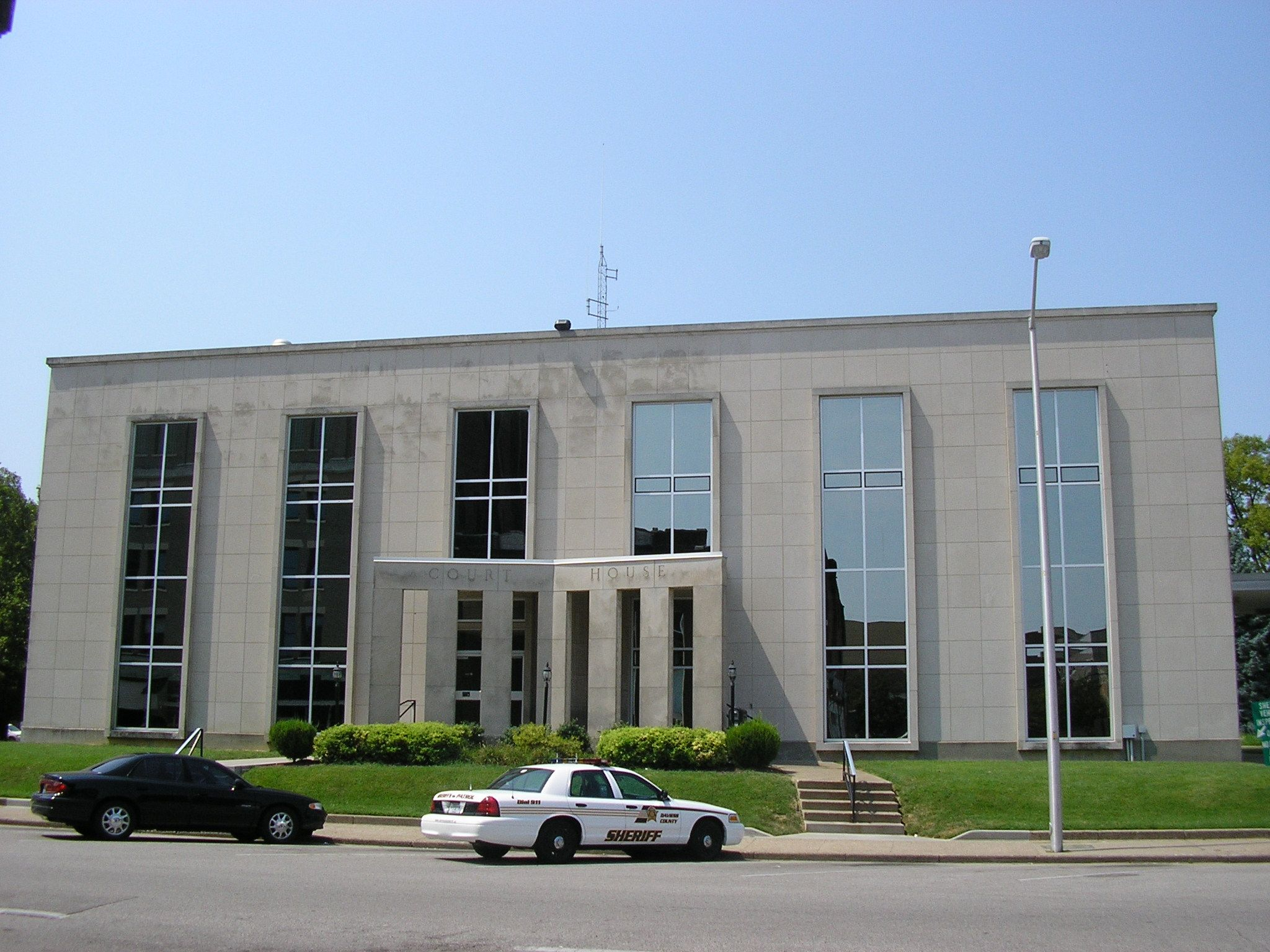
Daviess County Courthouse